# Попгруево
Попгруево (болг. Попгруево) — село в Болгарии. Находится в Добричской области, входит в общину Тервел. Население составляет 688 человек.

## Политическая ситуация
В местном кметстве Попгруево, в состав которого входит Попгруево, должность кмета (старосты) исполняет Февзи Алиев Османов (Движение за права и свободы (ДПС)) по результатам выборов правления кметства.
Кмет (мэр) общины Тервел —  Живко Жеков Георгиев (Болгарская социалистическая партия (БСП)) по результатам выборов в правление общины.